# یک دزدی عاشقانه
یک دزدی عاشقانه فیلمی به کارگردانی امیرشهاب رضویان، نویسندگی امیرشهاب رضویان، تهمینه بهرام‌علیان و محسن نبوی و تهیه‌کنندگی ناهید دل‌آگاه محصول سال ۱۳۹۴ است.
این فیلم در تاریخ ۱۵ اردیبهشت ۱۳۹۵ در سینماهای ایران اکران شده‌است.

## خلاصه داستان
دو دزد پیر کهنه کار، پس از سال‌ها از زندان آزاد می‌شوند. به امید دریافت سهمشان از آخرین دزدی به سراغ زنی که همدستشان بوده می‌روند، اما زن پول‌ها را برای بازی در یک فیلم هزینه کرده و پیرمردها علی‌رغم میل‌شان دوباره مجبور به دزدی می‌شوند، در حالی که شرایط در سال‌هایی که آن‌ها در زندان بوده‌اند، تغییر کرده و ابزارهای الکترونیک مانع موفقیت شان می‌شود.

## بازیگران
- مهدی هاشمی
- فرهاد آئیش
- لادن مستوفی
- لوون هفتوان
- فرزانه قاسمی
- احد محمدکرمی
- رابعه مدنی
- امیرحسین رستمی